# 야생일기
야생일기는 매주 일요일 오전 6시에 KBS 2TV에서 방송된 한국방송공사의 텔레비전 프로그램이다.

## 기획 의도
야생의 세계를 생명의 관점에서 재해석하고 시청자들에게 자연의 소중함을 일깨우는 프로그램이다.

## 방송 시간
| 방송 채널 | 방송 기간                         | 방송 시간                           |
| --------- | --------------------------------- | ----------------------------------- |
| KBS 2TV   | 2015년 6월 21일 ~ 2015년 11월 1일 | 매주 일요일 오전 6:00 ~ 6:10 (10분) |